# Menomonie
La ville de Menomonie est le siège du comté de Dunn, dans l’État du Wisconsin, aux États-Unis.